# Vojislav Šešelj

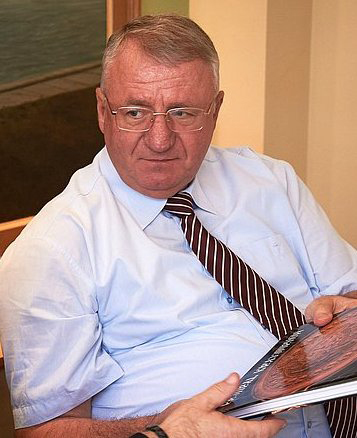
Vojislav Šešelj (2016)

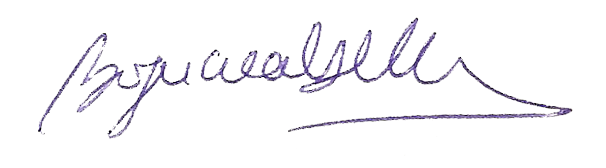

Vojislav Šešelj [ʋǒjislaʋ ʃěʃeʎ] (serbisch-kyrillisch Војислав Шешељ; * 11. Oktober 1954 in Sarajevo, SFR Jugoslawien) ist ein nationalistischer serbischer Politiker, Ideologe, Jurist und Publizist. Er ist Parteigründer und Vorsitzender der rechtsextremen Serbischen Radikalen Partei (SRS). Am 14. Februar 2003 wurde vom Internationalen Strafgerichtshof für das ehemalige Jugoslawien Anklage gegen Šešelj erhoben. Zehn Tage nach der Anklageerhebung kam er in Untersuchungshaft. Bis Prozessbeginn blieb er inhaftiert. Der Prozess begann am 27. November 2006 und endete am 31. März 2016 mit einem Freispruch nach zwölf Jahren Haft. Die Anklage legte am 2. Mai 2016 Berufung gegen den Freispruch Šešeljs ein. Am 11. April 2018 wurde er im Berufungsprozess schuldig gesprochen, wegen bereits verbüßter längerer Untersuchungshaft jedoch nicht erneut inhaftiert.

## Leben

### Kindheit
Vojislav Šešelj wurde in Sarajevo als Sohn ethnisch serbischer Eltern (Nikola und Danica Šešelj, geborene Misita) aus der Ost-Herzegowina geboren, sein Vater war Eisenbahner aus dem Dorf Orahov Do.

### Ausbildung

#### Schulbildung
Im Alter von sechs Jahren begann Šešeljs schulische Ausbildung 1961 in Sarajevo in der Grundschule „Vladimir Nazor“, doch schon bald wechselte er auf die neu errichtete Grundschule „Brüderlichkeit und Einheit“. Laut Eigenangaben war er ein ausgezeichneter Schüler und begann bereits in jungen Jahren sich mit literarischen Werken zu beschäftigen, darunter welche von Momčilo Nastasijević, Branko Ćopić und dem jugoslawischen Schriftsteller Tone Seliškar, sowie mit Werken von Honoré de Balzac, Émile Zola, Stendhal und Karl May. Schon während der Grundschulzeit soll Šešelj sein Interesse für Geschichte, aber auch für Sozial- und Naturwissenschaften entdeckt haben.

#### Akademische Ausbildung und Studienaufenthalte
Er studierte mit einem Stipendium Rechtswissenschaft und Soziologie an der Universität Sarajevo, wo er 1976 das Studium erfolgreich abschloss. Die Studienzeit nutzte er zusätzlich für einige Studienaufenthalte in Deutschland und den Vereinigten Staaten. An der Universität Mannheim war er 1975, zwei Jahre darauf besuchte er die Ernst-Moritz-Arndt-Universität in Greifswald, zudem verbrachte er 1978 einige Zeit an der Grand Valley State University und an der University of Michigan. An der Universität Belgrad legte er 1979 seine Dissertation Das politische Wesen des Militarismus und Faschismus vor, ein Beitrag zur Analyse der marxistischen Kritik der politischen Formen der bürgerlichen Demokratie, und wurde als jüngster Student in der Geschichte Jugoslawiens zum Doktor der Rechte promoviert.

### Wirken

#### Universitäre Lehrtätigkeit und Parteiausschluss
Nach seinem Militärdienst begann er 1981 als Dozent der Soziologie an der Fakultät für Politikwissenschaft der Universität Sarajevo zu arbeiten, wo er bereits nach seinem ersten Studienabschluss gelehrt hatte. Als er im selben Jahr die wissenschaftliche Arbeit eines Protegés der kommunistischen Führung als Plagiat entlarvte, sorgte dies für einen Eklat. Er geriet dadurch erstmals in Konflikt mit einflussreichen politischen Persönlichkeiten der jugoslawischen Teilrepublik. Der Parteifunktionär Brano Miljuš, Vorsitzender des Bundes der Kommunisten in Sarajevo, hatte sich an der Universität mit einer Arbeit über Die blockfreie Politik des sozialistischen Jugoslawien um den akademischen Grad eines Magisters beworben. Die Arbeit lobte Professor Hamdija Pozderac, der ehemalige Präsident der Teilrepublik und dessen Parlaments. Šešelj konnte jedoch durch Quellenvergleich nachweisen, dass Miljuš seinen Magistertext nahezu wörtlich aus einer Propagandabroschüre von fünf Parteiautoren abgeschrieben hatte. Miljuš bekam keinen akademischen Titel, blieb dank der Protektion von Genossen aber Spitzenmann der Partei. Šešelj hingegen, der den Schwindel aufgedeckt hatte, wurde am 4. Dezember 1981 aus dem Bund der Kommunisten ausgeschlossen und musste sich seitdem in Sarajevo ständige Schikanen durch Partei und Polizei gefallen lassen. Im Frühjahr 1982 folgte die Versetzung auf einen unbedeutenden Posten innerhalb der Fakultät, wodurch er ohne Wirkungsmöglichkeit blieb. Dennoch blieb Šešelj bis 1984 an der Universität tätig.

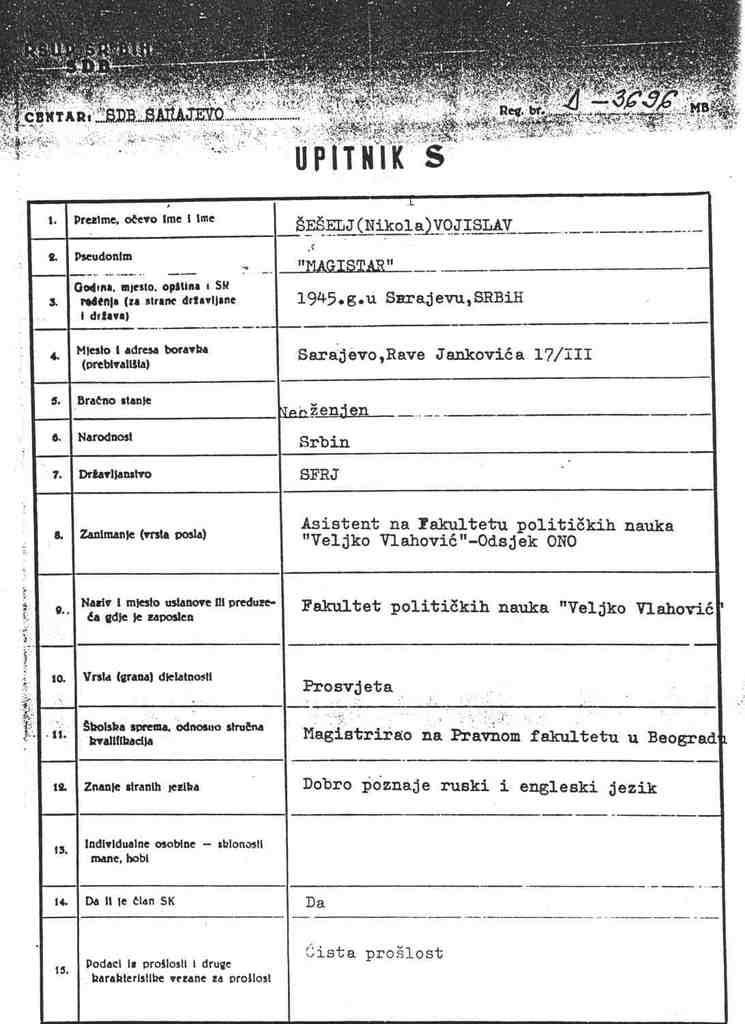
UDBA-Personalbogen von Šešelj

Zur selben Zeit soll Šešelj unter dem Decknamen Magistar Informant der jugoslawischen Geheimpolizei UDBA gewesen sein.
Ab 1991 hatte er eine Professur an der Universität Pristina inne.

#### Politische Tätigkeit
Schon mit 17 Jahren trat Šešelj dem Bund der Kommunisten Bosnien und Herzegowinas bei, einer Teilorganisation des Bundes der Kommunisten Jugoslawiens, und war ein engagiertes Mitglied.

##### Ideologischer Wandel und erste Inhaftierung
Nach seinem Parteiausschluss wandte sich Šešelj vom Kommunismus ab und begann stattdessen, serbisch-nationalistische Ideen zu unterstützen. Am 9. Juli 1984 wurde Šešelj wegen „anarcho-liberalistischer und nationalistischer Standpunkte“ des Verbrechens der „konterrevolutionären Gefährdung der Gesellschaftsordnung“ für schuldig befunden und zu acht Jahren Haft verurteilt. Seine Haftstrafe wurde vom Obersten Gerichtshof Jugoslawiens zunächst auf sechs, dann auf vier und schließlich auf zwei Jahre gesenkt. Zahlreiche Intellektuelle aus allen Teilen Jugoslawiens setzten sich für seine Freilassung ein, während er einen Hungerstreik begann. Er verbrachte insgesamt 22 Monate im Gefängnis von Zenica, davon mehr als ein halbes Jahr in Einzelhaft.
Nach seiner Freilassung aus dem Gefängnis im März 1986 zog Šešelj nach Belgrad. Dort schloss er sich zunehmend serbisch-nationalistischen Gruppen an und begann Bücher zu publizieren. Er freundete sich mit Vuk Drašković an, der Taufpate seines ältesten Sohnes wurde. Gemeinsam mit Drašković unternahm Šešelj 1989 eine Reise in die USA und nach Kanada, wo beide vor der serbischen Diaspora Vorträge hielten und Spenden sammelten. Während dieser Reise verlieh ihm der im Exil lebende orthodoxe Priester Momčilo Đujić am schicksalsträchtigen 15. Juni 1989, dem 600. Jahrestag der Schlacht auf dem Amselfeld, den Titel eines Tschetnik-Woiwoden (Tschetnik-Anführer), den Šešelj heute noch trägt, und befahl ihm, „alle Kroaten, Albaner und anderen ausländischen Elemente vom heiligen serbischen Boden zu vertreiben.“

##### Gründung verschiedener nationalistischer Organisationen

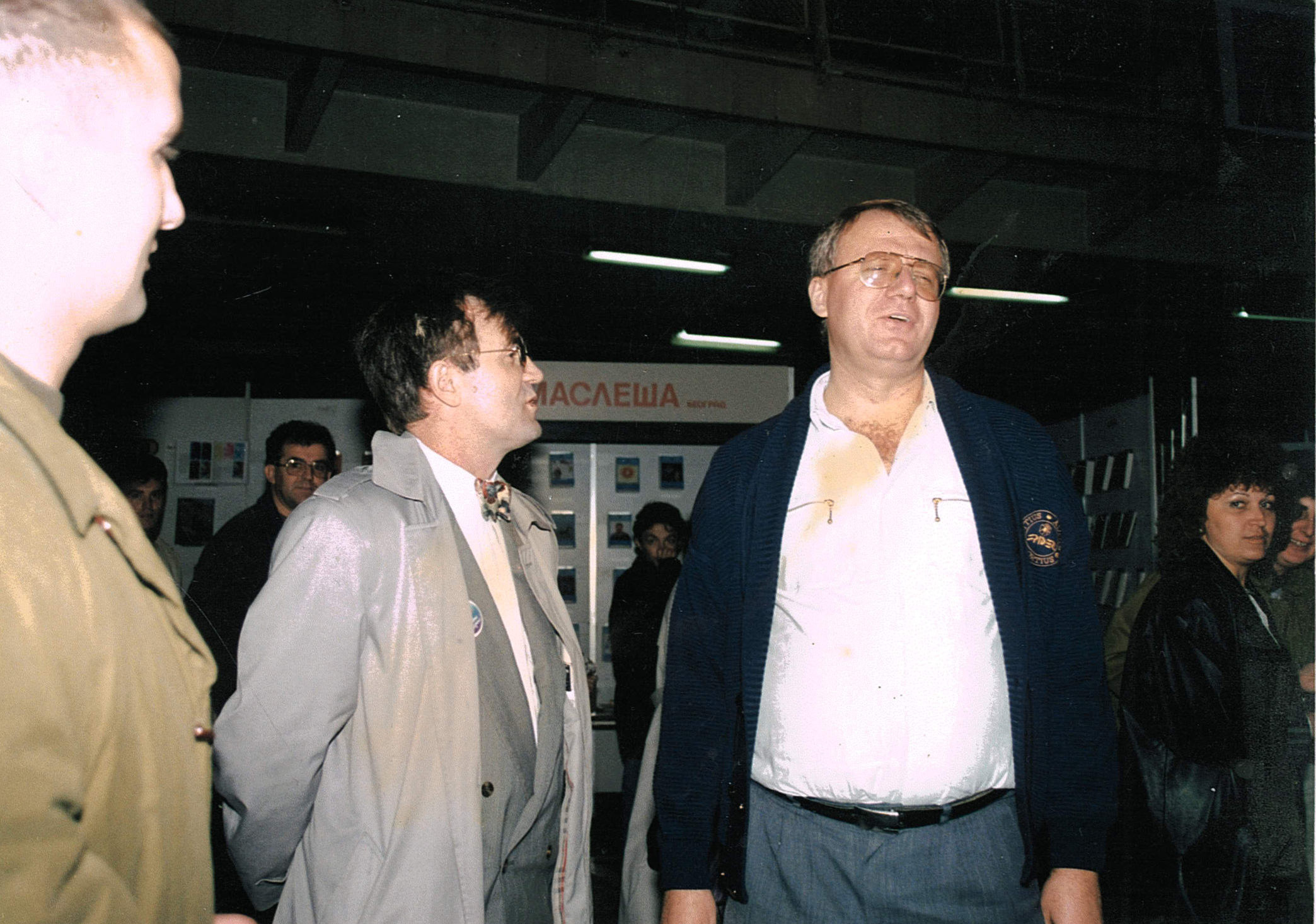
Vojislav Šešelj (rechts)

Nach der Rückkehr aus den USA gründete Šešelj am 23. Januar 1990 die Serbische Libertäre Bewegung (Srpski Slobodarski Pokret), die am 14. März 1990 mit einem von Drašković angeführten abtrünnigen Flügel der Serbischen Volkserneuerung (Srpska narodna obnova, NO) zusammengeführt wurde. Es entstand die monarchistische Serbische Erneuerungsbewegung (Srpski Pokret Obnove SPO), die sich für die Wiedereinsetzung der serbischen Karađorđević-Dynastie als Oberhaupt eines Großserbiens einsetzte.
Am 18. Juni 1990, nur drei Monaten nach der SPO-Gründung, spaltete sich eine von Šešelj angeführte radikale Fraktion ab und rief die Freischärler-Organisation Serbische Tschetnik-Bewegung (Srpski Četnički Pokret SČP) ins Leben, die jedoch aufgrund ihres radikalen Programms bald nach ihrer Gründung im Herbst 1990 verboten wurde und deshalb im Dezember desselben Jahres nicht zu den ersten freien Parlamentswahlen der Teilrepublik Serbien zugelassen wurde. Ebenfalls im Herbst 1990 wurde Šešelj erneut zu einer Haftstrafe verurteilt, weil er Freiwillige für die paramilitärische Unterstützung der Knin-Serben anwarb, jedoch kam er, offenbar wegen einer Absprache mit den Behörden, schnell wieder frei und trat daraufhin am 9. Dezember 1990 zur Wahl für das Amt des Präsidenten der Jugoslawischen Teilrepublik Serbien an, wo er mit 96.277 Stimmen (1,91 %) den vierten Platz hinter Slobodan Milošević, Vuk Drašković und Ivan Đurić erreichte.
Am 23. Februar 1991 gründete Šešelj in Kragujevac die als extrem-nationalistisch beziehungsweise neofaschistisch eingestufte Serbische Radikale Partei (Srpska Radikalna Stranka SRS) aus der bereits verbotenen Tschetnik-Bewegung heraus. Kämpfer dieser Freischärler-Miliz, der schwere Kriegsverbrechen während der Jugoslawienkriege in der Vojvodina, in Kroatien und Bosnien und Herzegowina vorgeworfen wurden, waren noch bis zur endgültigen Auflösung im April 1994 automatisch Mitglieder der SRS. Im Juni 1991 wurde Šešelj zum Abgeordneten des serbischen Parlaments gewählt. Er vertrat einen deutlich nationalistischen Kurs, wobei er sich in einem Großteil seiner Kampagnen für die Schaffung eines Großserbiens mit der Vereinigung aller von Serben bewohnten Regionen im ehemaligen Jugoslawien einsetzte.
Šešelj drohte, das slowenische Kernkraftwerk Krško, die Hauptstadt Kroatiens Zagreb und andere europäische Ziele mit Langstrecken-Raketen angreifen zu lassen.
In der Fernsehsendung Minimaksovizija antwortete er 1991 auf die Frage des Moderators Milovan Ilic (Minimaks), ob seine Tschetniks immer noch Hälse durchschneiden würden, dass sie sogar ihre Methoden perfektioniert hätten, indem sie „anstatt Messer rostige Schuhanzieher“ benutzen würden, so dass es unmöglich festzustellen sein würde, „ob das Opfer abgeschlachtet wurde oder an Tetanus gestorben ist“. Als Zeuge in der späteren Verhandlung gegen Milošević vor dem ICTY bezeichnete er diese Aussage als seine Art von schwarzem Humor, den nicht jeder teilen müsse.

##### Rolle während der Milošević-Regierungen
Šešeljs politische Aktivitäten waren abwechselnd von der Zusammenarbeit und dem Auseinandergehen mit der Regierung um Slobodan Milošević geprägt.
Nach den Parlamentswahlen Ende 1992 unterstützte Šešeljs SRS eine von Miloševićs Sozialistischer Partei Serbiens (SPS) angeführte Minderheitsregierung.
Im Auftrag Miloševićs hatten Šešeljs erfolgreich ein Misstrauensvotum des serbischen Parlaments gegen den Ministerpräsidenten Milan Panić initiiert, der sich zuvor offen gegen Milošević gestellt hatte.
Kurz darauf wurde auf Šešeljs Betreiben auch dem ersten Präsidenten der aus Serbien und Montenegro bestehenden Bundesrepublik Jugoslawien, dem Schriftsteller Dobrica Ćosić, das Misstrauen ausgesprochen. Ćosić war ein langjähriger Freund Šešeljs gewesen, er setzte sich 1984 für Šešeljs Freilassung aus dem Gefängnis ein und unterstützte ihn auch finanziell. Nicht zuletzt übernahm Šešelj von Ćosić einen Großteil seiner nationalistischen Anschauung.
Das Einvernehmen zwischen dem Sozialisten Milošević und dem Ultra-Nationalisten Šešelj zerbrach aber schon 1993, nachdem sich Milošević anlässlich des Vance-Owen-Friedensplans von der Republika Srpska distanzierte. Šešelj entzog infolgedessen der Regierung die Unterstützung und attackierte Milošević und seine Frau Mira Marković durch aggressive Veröffentlichungen mit Titeln wie Der rote Tyrann von Dedinje, Das serbische Ehepaar Ceaușescu und Die Hexe aus der Tolstoi-Straße.
Es folgten abermals zwei Haftstrafen wegen aggressiver Zwischenfälle im Parlament und Veranstaltens einer unangemeldete Massenkundgebung im kosovarischen Gnjilane bevor er anlässlich der Unterzeichnung des Dayton-Abkommens Milošević als „größten Verräter des serbischen Volkes“ beschimpfte. Dessen ungeachtet bildeten SPS und SRS nach den Wahlen 1997 eine „Regierung der nationalen Einheit“ genannte Koalitionsregierung mit Šešelj als Vizepremier.
Nach einem hitzigen Fernsehduell 1997 hatte ein Leibwächter Šešeljs dem Rechtsanwalt Nikola Barović schwere körperliche Verletzungen zugefügt. Šešelj gab später an, Barović sei „auf einer Bananenschale ausgerutscht“.

##### Zusammenarbeit mit Führern anderer rechtsextremer Parteien
Šešelj pflegte gute Beziehungen zu den verstorbenen rechtsextremen Politikern Wladimir Schirinowski und Jean-Marie Le Pen. Im Oktober 1995 reiste Schirinowski nach Belgrad und unterzeichnete ein Kooperationsabkommen mit Šešeljs SRS. 1997 kam der Franzose Le Pen zu einem Solidaritätsauftritt nach Belgrad, wo er von Šešelj empfangen wurde. Im selben Jahr unterzeichnete Šešelj für die SRS ein Kooperationsabkommen mit Ján Slota, dem Vorsitzenden der Slowakischen Nationalpartei (SNS).

##### Weitere aktive Wahlteilnahmen
Bei den serbischen Präsidentschaftswahlen 2002 erreichte Šešelj mit 23,36 % der Stimmen den dritten Platz hinter Vojislav Kostunica und Miroljub Labus. Dabei wurde er öffentlich von Milošević unterstützt, der aus dem Haager Gefängnis eine Wahlempfehlung für Šešelj abgab, obwohl Miloševićs Partei mit Velimir „Bata“ Živojinović einen eigenen Kandidaten aufgestellt hatte.
Šešeljs Serbische Radikale Partei wurde bei den Parlamentswahlen am 28. Dezember 2003 mit 27,7 % der Stimmen stärkste Partei, fand jedoch keine andere Partei zur Regierungsbildung und verblieb deshalb in der Opposition. Am 21. Januar 2007 erreichte seine Partei einen Zugewinn und kam mit 28,7 % neuerlich auf Platz eins, blieb jedoch weiterhin in Opposition. Bei den vorgezogenen Neuwahlen 2008 erreichte sie, trotz eines abermaligen Zugewinns (29,45 %), nur mehr den zweiten Platz hinter der von Boris Tadić angeführten Koalition Für ein europäisches Serbien.

##### Anklage vor dem Haager Tribunal und Freispruch
Am 14. Februar 2003 wurde Šešelj vom Internationalen Strafgerichtshof für das ehemalige Jugoslawien (ICTY) in Den Haag wegen Verbrechen gegen die Menschlichkeit und Verstößen gegen Kriegsgesetze oder -bräuche angeklagt. Laut der von der damaligen Chefanklägerin Carla Del Ponte angelegten Anklageschrift soll er während des Kroatien- und Bosnienkriegs Teil einer kriminellen Vereinigung gewesen sein, deren Ziel die gewaltsame und dauerhafte Vertreibung eines Großteils der Kroaten und Bosniaken aus einem Gebiet war, das etwa ein Drittel des Territoriums der damaligen jugoslawischen Sozialistischen Republik Kroatien umfasste, sowie große Teile der Teilrepublik Bosnien und Herzegowina und bestimmte Regionen der nordserbischen Provinz Vojvodina. Die Vereinigung soll vor dem 1. August 1991 entstanden sein und zumindest bis Dezember 1995 operiert haben. Šešelj soll bis zu einem Konflikt im September 1993 zwischen ihm und dem jugoslawischen Präsidenten Slobodan Milošević an den Operationen teilgenommen haben. Dabei soll er Verantwortung für einen Teil der während dieser Periode verübten Kriegsverbrechen tragen, die dieser Vereinigung zur Last gelegt werden. Laut der Anklageschrift soll er an der Planung und Vorbereitung der Übernahme von Dörfern in den Gemeinden Vukovar und Voćin, sowie denen in Bosanski Šamac und Zvornik beteiligt gewesen sein, sowie den anschließenden Vertreibungen. Die Anklage behauptet, dass Šešelj an der Rekrutierung, Ausbildung, Finanzierung und Versorgung einer serbischen paramilitärischen Einheit, der sogenannten „Šešeljevci“ („Šešelianer“), führend beteiligt gewesen sein soll, die von manchen auch als „Tschetniks“ bezeichnet wurde und mehrheitlich aus Freiwilligen bestand, die in Verbindung mit der SRS gebracht wurden. Des Weiteren soll er mit Brandreden den nationalen Hass geschürt und zu Kriegsverbrechen aufgerufen haben.
Zehn Tage nach der Anklageerhebung stellte sich Šešelj dem ICTY, obwohl er den Ad-hoc-Strafgerichtshof als illegal und sämtliche Vorwürfe als haltlos und unbegründet bezeichnete. Die Anklage wurde schließlich am 27. November 2006 ohne den Angeklagten verlesen, da Šešelj, der, um seinen Forderungen Nachdruck zu verleihen (Selbstverteidigung, Besuche seiner Ehefrau und Erhalt aller Gerichtsdokumente in ausschließlich serbischer Sprache), seit dem 10. November im Hungerstreik war und sich weigerte, vor Gericht zu erscheinen. Nach zwei Wochen Hungerstreik gestand das Gericht Šešelj schließlich zu, sich selbst zu verteidigen. Ein Jahr später verlasen die Richter erneut die Anklagepunkte; am 11. Dezember 2007 begann das Beweisaufnahmeverfahren.
Einer seiner Berater ist der Anwalt Jonathan Levy. Er ist bekannt durch die Vertretung von Ustascha-Opfern und die Anklageerhebung 1999 gegen die Schweiz und die Vatikan-Bank Istituto per le Opere di Religione mit dem Vorwurf, serbisches Gold, Geld und sonstige Vermögenswerte im Wert von 50 bis 150 Millionen Dollar versteckt zu halten, die in der Zeit des ehemals Unabhängigen Staates Kroatien (NDH) von Serben und Juden geraubt wurden. Levy vertritt die Rechte von Šešelj entgeltfrei.

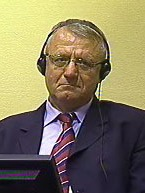
Vojislav Šešelj vor dem ICTY (2009)

Im Juli 2009 wurde Šešelj vom ICTY zu einer 15-monatigen Haftstrafe wegen Missachtung des Gerichts verurteilt, weil er geschützte Informationen über drei Zeugen in einem 2007 erschienenen Buch veröffentlicht hat. Das Schlussplädoyer fand im März 2012 statt, sein Freispruch vom Vorwurf der Kriegsverbrechen und der Verbrechen gegen die Menschlichkeit erfolgte am 31. März 2016. In einer Mehrheitsentscheidung wiesen die Richter alle Anklagepunkte ab und kritisierten die vermeintlichen Belege der Ankläger. Die überstimmte Richterin Flavia Lattanzi übte in ihrem Sondervotum scharfe Kritik an dem Urteil ihrer beiden Kollegen. Der langjährige Richter Wolfgang Schomburg bemerkte, dass der Richter Frederik Harhoff nach Ende der Hauptverhandlung wegen vermeintlicher Befangenheit zu Unrecht entlassen worden sei und sein Ersatz nur aus dem Aktenstudium geurteilt habe.
Šešelj war zuvor vom ICTY nach fast zwölf Jahren Prozessdauer im November 2014 aus gesundheitlichen Gründen vorläufig freigelassen worden, um seine Krankheit in seiner Heimat zu heilen. Als Šešelj am 12. November in Belgrad ankam, forderte er Neuwahlen und teilte mit, dass er sich erst mit der Politik beschäftigen wird, bevor er sich behandeln lässt. Außerdem beschuldigte er den serbischen Präsidenten Tomislav Nikolić und Aleksandar Vučić als „Verräter ihrer Heimat“ und gab an, möglichst bald an die Macht zurückkehren zu wollen.

##### Nach der vorläufigen Freilassung
Am 1. April 2015 verbrannte Šešelj provokativ eine kroatische Flagge vor dem Justizpalast in Belgrad, wo der stellvertretende Vorsitzende der Serbischen Radikalen Partei Nemanja Šarović für das Verbrennen der Flaggen der NATO, EU, Kosovo und USA im Jahr 2012 während eines Protestes gegen die Befreiung des ehemaligen Unterkommandanten der UÇK und heutigen Politikers Ramush Haradinaj angeklagt werden sollte. Dabei sagte er, er werde bezeugen, dass er das Verbrennen der Flaggen befahl. Šešelj schloss eine Rückkehr nach Den Haag aus, nachdem der Berufungssenat des UNO-Tribunals für Kriegsverbrechen im ehemaligen Jugoslawien entschieden hat, dass er wieder in die Haft nach Den Haag zurückkehren soll. Weiter meinte er, er hätte das Haager Tribunal besiegt und die Entscheidung zu seiner Rückkehr ins Gefängnis würde ihn nicht interessieren. Am 5. August 2015 wiederholte Šešelj die Flaggenverbrennung und zündete diesmal zwei kroatische Flaggen vor der kroatischen Botschaft in Belgrad an.

##### Verurteilung in der Berufungsinstanz
Am 11. April 2018 wurde er im Berufungsprozess schuldig gesprochen, jedoch nicht mehr inhaftiert, da die Dauer der verbüßten Untersuchungshaft die ausgesprochene Strafdauer von zehn Jahren bereits überstiegen hatte.

### Privat
Vojislav Šešelj ist in zweiter Ehe verheiratet. Er hat drei Söhne (Aleksandar, Mihajlo und Vladimir) mit seiner jetzigen Ehefrau Jadranka (geborene Pavlović) sowie einen Sohn (Nikola) aus seiner ersten Ehe mit Vesna Mudreša.
Šešelj litt nach Angaben aus Ende März 2016 an Dickdarmkrebs, ist jedoch nach Angaben serbischer Medien mittlerweile geheilt.